# Refugio de vida silvestre Manglares El Morro
El Refugio de Vida Silvestre Manglares El Morro (REVISMEM) es una área protegida del Ecuador creado el 13 de septiembre del 2007. Tiene una extensión de 10130,16 hectáreas. Su clima es influenciado directamente por corrientes marinas, que vienen del océano Pacífico, su ecosistema, difiere de las áreas interiores debido a que se encuentra en la entrada del Golfo de Guayaquil. Es parte del Sistema Nacional de Áreas Protegidas del Ecuador, se encuentra localizada al suroeste de la ciudad de Guayaquil.
Los Manglares El Morro forman parte del Sistema Nacional de Áreas Protegidas del Ecuador. Se encuentran en la provincia del Guayas en el cantón Guayaquil, El Morro (parroquia), Recinto El Morro, aproximadamente a una hora de la ciudad de Guayaquil y a 10 minutos de la población de Cantón General Villamil (Playas). Fue creado el 13 de septiembre de 2007 y tiene una extensión de 10.130,16 hectáreas. Su clima es influenciado directamente por corrientes marinas, que vienen del océano Pacífico, su ecosistema difiere de las áreas interiores debido a que se encuentra en la entrada del Golfo de Guayaquil.

## Características biológicas

### Flora
Posee una extensa franja de manglar e islas en formación (farallónes). La flora está compuesta por bosques de mangle bajos, que contornean entre esteros y canales naturales. 

### Fauna
Aves marinas y acuáticas escogen este sitio para reproducirse, anidar, descansar. Suelen llegar mamíferos marinos en épocas frías del año como lobos marinos, además de la presencia permanentes de delfines nariz de botella, y es paso de tortugas marinas que usan como ruta de migración.

## Turismo
Se ha fortalecido la actividad del ecoturismo para los pobladores de Puerto el Morro, Posorja y Puná (unas 200 familias viven de esta actividad), ingresan al área protegida unas 23.000 personas al año lo que la convierte en la más visitada de Guayaquil. Debido a las diferentes celebraciones como: "Las fiestas del morro" "Fiesta de Santa Narcisa de Jesús"    